# Luis Argüelles
Luis Francisco Argüelles García (* um 1900; † nach 1938), auch bekannt unter dem Spitznamen Charro, war ein mexikanischer Fußballspieler auf der Position des Stürmers.

## Biografie

### Verein
Soweit nachvollziehbar, spielte Argüelles in seiner mehr als 18 Jahre währenden Laufbahn als aktiver Fußballspieler ausschließlich für den CF Asturias, mit dem er erstmals in der Saison 1922/23 den Meistertitel gewann. Seine Zugehörigkeit zum CF Asturias lässt sich ebenfalls für die Spielzeiten 1925/26, 1937/38, 1938/39 (dem Gewinn des zweiten Meistertitels) und 1940/41 nachweisen.

### Nationalmannschaft
Sein Debüt im Trikot der mexikanischen Nationalmannschaft feierte Argüelles am 12. September 1937 beim 7:2-Sieg gegen die USA, zu dem er zwei Treffer beisteuerte. Es war zugleich das einzige Länderspiel, das in „seinem“ Stadion, dem Parque Asturias, ausgetragen wurde. Auch in den nächsten beiden Länderspielen, die ebenfalls im September 1937 gegen die USA (7:3 und 5:1) stattfanden, wirkte Argüelles mit und erzielte jeweils einen Treffer. Seinen letzten Länderspieleinsatz hatte er beim 2:1-Sieg gegen Costa Rica am 22. Februar 1938. Es war zugleich das letzte Länderspiel der Mexikaner für neuneinhalb Jahre, denn das nächste wurde erst am 13. Juli 1947 gegen die USA (5:0) ausgetragen.